# Лапичак Тома
д-р То́ма Лапича́к (17 жовтня 1914, смт Нижанковичі — 2 квітня 1975, Чикаго, США) — український лікар, журналіст, визначний громадсько-політичний діяч. Провідник Крайової Екзекутиви ОУНм у 1941-42 роках.

## Життєпис
Народився 17 жовтня 1914 р. в Нижанковичах біля Перемишля (нині Старосамбірський район Львівської області).
У Нижанковичах закінчив народну школу, а в Перемишлі 1932 р. — українську гімназію. Після іспиту зрілості планував студіювати журналістику у Варшаві, але не був прийнятий через його вороже ставлення до польської влади. Згодом записався на студії медицини Краковського університету. Крім вивчення медицини брав участь у класах з фізичного виховання. На прожиття заробляв сам, даючи приватні лекції. У Кракові належав до Української Студентської Громади і якийсь час був її головою.
Одержав лікарський диплом 1938 року, практикував в університетських клініках Кракова, де його в травні 1939 р. заарештувала польська поліція та кинула до тяжкої в'язниці у Корці (нині Рівненська область). 17 вересня 1939 більшовицькі війська перейшли кордон Польщі. Тоді польська в'язнична сторожа втекла, залишаючи в'язнів замкненими у в'язничних підвалах. Визволили їх місцеві жителі, які розбили замки в'язниці.
Під час Другої світової війни д-р Тома Лапичак працював спочатку лікарем у туберкульозній клініці в Криниці, а після відкрив приватну лікарську практику у Львові та працював у лікарні Каси хворих (у Львові). Провідник Крайової Екзекутиви ОУНм у 1941-42 роках. У грудні 1942 р. заарештуваний гестапо. Тримали його у в'язниці на вулиці Лонцького у Львові три місяці, а потім вивезли до Берліна. Врешті запроторили разом з іншими українцями до концентраційного табору Заксенгаузен, де він просидів 1,5 року. Після звільнення при кінці 1944 р. Лапичак поселився у Відні, де працював на відділенні дерматології університетської клініки. Після війни переїхав до Мюнхена та жив у таборі біженців у Карльсфельді. У 1945-49 роках — референт Проводу ОУНм.
У листопаді 1945 р. одружився з Аріядною Котко — дочкою диригента Дмитра Котка.
У 1945—1949 pp. Лапичак проживав у переселенчому таборі в Берхтесґадені. Там заснував і редагував журнал «Орлик». У 1949 р. родина Лапичаків, уже із сином Дмитром, виїхала до США, спочатку до Нью-Йорка, потім до Міннесоти, а згодом на постійне проживання до Чикаго, де 1952 р. народилася їм дочка Лариса.
У Чикаго д-р Лапичак нострифікував медичний диплом і 1952 р. відкрив приватну практику в українській околиці міста. Крім лікарської практики він працював журналістом, написав багато цікавих статей, як наприклад: «Ще про академіка Лисенка», «Д-р Юліян Вассиян» та інші.
У 1955 р. д-р Тома Лапичак став співредактором, а згодом головним редактором незалежного тижневика «Українське Життя». Там він друкував статті з оригінальними поглядами на українські суспільно-політичні теми.
Д-р Тома Лапичак помер передчасно 1975 року, не завершивши всіх своїх творчих планів. Його публіцистична спадщина заслуговує на ґрунтовне дослідження.

## Творчість
В «Українському житті» та інших періодичних виданнях Тома Лапичак поміщав статті на медичні теми: «Пеніцілі-на», «Серцеві недуги», «Соціопатична особовість», «Проступність нелітніх», «Поступ у лікуванні серцевих недуг», «Чи щеплення проти дитячого паралічу успішне?», «Дитячий параліч», «Про недугу раку» та інші.
Під час перебування в таборі українських переселенців у Берхтесгадені (Німеччина) видавав журнал «Орлик» (так також був названий табір українців під опікою УНРРА, а потім ІРО). У 1946 році — «Журнал таборового життя», а від 1947 до 1948 року «Місячник культури і суспільного життя».
Від січня 1962 до квітня 1966 р. д-р Тома Лапичак був редактором «Лікарського Вісника», видавши 17 чисел з глибоко обдуманими редакційними статтями, як наприклад: «Публікуємо наші праці», «Українські лікарі та українська медицина», «Пишім статті для громадянства», «Розбудуймо Лікарський Вісник», «Лікарський Вісник і наша преса», «Лікарський Вісник в оборону свободи», «Записуймо свої діла», «Інформуймо в Лікарському Віснику про нашу працю», «Пам'ятаймо про живих». У цьому ж журналі помішав також статті з інформативною тематикою, такі як «Участь українських лікарів у нашому політичному житті», «Соціялізована медицина», «Нова візія світу», біографічні нариси про д-ра Івана Полетику, про лікарів Андрієвських (Андрієвський Іван Самійлович та Андрієвський Степан Семенович) та рецензії на радянсько-українські медичні видання.
З нагоди 2-го наукового лікарського з'їзду в Чикаго 1958 р. д-р Тома Лапичак відредагував одноднівку, де помістив біографічні нариси про українських лікарів з Чикаго, таких як д-р Володимир Семенович, д-р Степан Гриневецький, д-р Михайло Корба, д-р Кирило Білик та статті «Лікарська самопоміч» і «Наші завдання, осяги і невдачі».
Для «Лікарського альманаху», приготованого з нагоди 10-ліття УЛТПА (Українське Лікарське Товариство Північної Америки), зібрав багато цінного матеріалу і написав такі статті: «Лікарі журналісти і публіцисти», «Лікарі в українській літературі» та інші.
1960 р. разом із д-ром Миколою Шлемкевичем заснував «Український публіцистично-науковий інститут», який видав низку праць англійською та українською мовами. Лапичак був також постійним дописувачем до «Листів до приятелів», під редакцією д-ра М. Шлемкевича. Там широкого розголосу набрали його статті з циклу «Про критику і критиків націоналізму».
Найвидатнішою публіцистичною працею д-ра Лапичака була його критична праця, яку він видав окремою книжкою 1962 р. за назвою «Український націоналізм — критика і оборона». Ця праця була підсумком публіцистичної діяльності д-ра Томи Лапичака за перше півстоліття його невтомного й трудолюбивого життя. У своїх публіцистичних працях він був логічним і чесним та завжди шукав правди.